# Инцидент с Boeing 787 над Тасмановым морем
Инцидент с Boeing 787 над Тасмановым морем — авиационное происшествие, произошедшее 11 марта 2024 года над Тасмановым морем. Авиалайнер Boeing 787-9 авиакомпании «LATAM Chile» выполнял международный рейс LA-800 по маршруту Сидней — Окленд — Сантьяго, но через два часа после взлёта лайнер резко потерял высоту, после чего лайнер благополучно сел в Оклендском аэропорту. Из 272 человек на борту 50 получили ранения, но никто не погиб. В результате 12 человек были госпитализированы после приземления в Окленде.

## Самолет
Рейс выполнялся Boeing 787 с бортовым номером CC-BGG. Был передан LAN Airlines в декабре 2015 года.

## Инцидент
Рейс 800 авиакомпании LATAM Airlines вылетел из аэропорта Сиднея в 11:44 по Восточно-Австралийскому времени (00:44 UTC), после чего занял эшелон 410 (12 400 метров).
Во время полёта над Тасмановым морем, примерно через два часа после взлёта, самолёт внезапно снизился. За несколько секунд судно потеряло более 300 футов (91 м) высоты. Незакрепленные предметы и непристёгнутые люди были подброшены вверх, при этом 30-40 человек ударились о потолок, повредив несколько потолочных панелей.
Самолёт продолжил полёт в Окленд согласно плану, приземлившись в 16:26 по новозеландскому времени (03:26 UTC). Медицинский персонал поднялся на борт самолёта в аэропорту Окленда и оказал помощь пострадавшим. Среди травм - порезы и ушибы, травмы головы и шеи, а также переломы. Двенадцать человек были госпитализированы, в том числе один человек в тяжёлом состоянии. По состоянию на 14 марта 2024 года, четыре человека всё ещё находились в больнице. После инцидента последующий этап до Сантьяго, Чили был временно отменен. По данным сайта FlightRadar24.com, самолет, судя по всему, направлялся в Чили в четверг днем, пролетая над островами Чатем.

## Расследование
Расследованием занялось Главное управление гражданской авиации Чили, начав его 12 марта 2024 года. Новозеландская комиссия по расследованию транспортных происшествий (TAIC, Transport Accident Investigation Comission) будет оказывать помощь в расследовании инцидента. На данный момент TAIC получила бортовой самописец, но его содержимое пока что не разглашается.
16 марта появились сообщения о том, что причиной инцидента стал переключатель в спинке кресла пилота, который задел бортпроводник, в результат чего кресло сдвинулось вперед. После данного события Boeing рекомендовала проверить кресла в кабинах пилотов.